# 오사까조선고급학교
오사까조선고급학교(일본어: 大阪朝鮮高級学校)는 오사카부 히가시오사카시에 있는 조선학교이다. 학교법인오사카조선학원이 운영하고 있다.
일본의 고등학교 과정에 해당하는 교육을 실시하고 있으나 일본 학교교육법상 정식 학력 인정이 되지 않는 각종학교(비1조교)이다. 주로 오사카부, 나라현,·와카야마현에 거주하는 학생들이 재학 중이다. 문과반, 이과반, 정보상업반, 일본 국·공·사립학교 편입생반이 있으며, 조선학교 중 고급부만 설치된 조선학교는 이외에 고베조선고급학교가 있다.

## 연혁
1952년 4월 10일에 오사카시 이쿠노 구 타지마에서 개교했다. 1957년 8월 30일에는 카와치 시(현 히가시오사카시) 타마쿠시모토마치에 이전하였고, 1973년에 현 위치인 히시에(菱江)에 이전하였다.
학교가 현재 위치에 이전했을 당시, 토지의 일부가 토지구획 정리사업구역 안에 있었다. 이 토지가 시유지가 된다고 하여 면적이 같은 다른 시유지를 구입하려고 했지만, 구입 가격이 맞지 않아 방치되어 있었다. 히가시오사카 시는 2006년 11월 30일, 학교의 부지중 시유지인 2000 평방미터가 약 12년간 임대료를 지불하지 않고 점유되어 있다고 하여 토지의 명도와 임대료 약 7900만엔의 지불을 요구하는 소송을 제기하였다. 소송은 화해로 해결되었고 학교 부지는 지켜졌다.
2009년 ~ 2010년 제89회 일본 전국고등학교럭비풋볼대회 본선에 진출하여 여러 강팀을 제치고 4강에 올라 3위를 차지하였다. 역대 본선진출 횟수는 4차례이며, 이전의 가장 좋은 성적은 1987년 대회의 16강 진출이었다.

## 같이 보기
- 오사카 이쿠노 코리아타운

## 참고 문헌
- 大阪民族教育60年誌編集委員会, 《大阪民族教育60年誌》, 大阪朝鮮学園, 2005.

## 출신 유명인
- 량용기 - 축구
- 리영직 - 축구